# Terror 2000
I Terror 2000 sono un gruppo thrash metal di Helsingborg, Svezia.

## Le origini
Un progetto parallelo del cantante dei Soilwork Björn "Speed" Strid, il gruppo include anche i chitarristi Klas Ideberg (dei Darkane) e Nick Sword (dei Von Benzo), il batterista Erik Thyselius e il bassista Dan Svensson. Il gruppo si è inizialmente formato sotto il nome di Killing Machine nel 1999 e il suo batterista originale era Henry Ranta dei Soilwork, ma è stato sostituito dopo la pubblicazione di Slaughterhouse Supremacy.

## Discografia
- 2000 - Slaughterhouse Supremacy
- 2002 - Faster Disaster
- 2003 - Slaughter in Japan-Live 2003
- 2005 - Terror for Sale

## Formazione

### Formazione attuale
- Björn "Speed" Strid − Voce (Soilwork, ex-Darkane, Disarmonia Mundi, Coldseed)
- Klas Ideberg − Chitarre (The Defaced, Darkane, Hyste'riah, Hyste'riah G.B.C.)
- Nick Sword (Niklas Svärd) − Chitarre
- Erik Thyselius − Batteria (ex-Construcdead, ex-Face Down, Arize)
- Dan Svensson − Basso (Hatelight)

### Ex componenti
- Henry Ranta − Batteria in "Slaughterhouse Supremacy" (ex-Soilwork, ex-The Defaced)

### Ospiti
- Il cantante dei Von Benzo Jay Smith ha partecipato ai cori in una canzone da "Terror for Sale": "King Kong Song".